# E-Télé
E-Télé est une chaîne de télévision généraliste privée du Bénin.
Elle est créée en 2013 par le Groupe ADEOCOM dont l'administratrice Générale est Madame Idiatou ADEOTI. La chaîne émet depuis son antenne de Cotonou et son siège implanté à Parakou, dans le département du Borgou.

## Histoire

### Contexte
En 2013, lors de l'attribution de nouvelles fréquences aux chaînes de télévisions et radios lancée par la haute autorité de l'audiovisuel et de la communication (HAAC), plusieurs groupes, entreprises, promoteurs et hommes d'affaires demandent et obtiennent des licences.
E-Télé fait partie des 51 soumissionnaires dont les dossiers d'appel à candidature sont dépouillés le 31 janvier 2013[réf. nécessaire].

### Démarrage, siège et audience cible
C'est à partir de juin 2014 que E-Télé commence ses premières diffusion depuis le quartier Amanwignon à Parakou dans le département du Borgou au Bénin. C'est la première chaîne de télévision béninoise émettant depuis cette ville.
En novembre 2019, E-Télé Gbé, une chaîne sœur est créée pour diffuser des émissions en langues nationales du Bénin. Les programmes prennent alors pour cible les locuteurs Fongbé, Yoruba, Fulfulbé, Dendi, Baatonou,,.

## Identité visuelle

### Slogans
E-Télé: Avec vous, pour vous.

## Programmes
E-Télé propose des programmes en français et en langues nationales. Ces programmes se focalisent sur l’actualité nationale axée sur les thématiques notamment sociales, culturelles, éducatives, politiques et économiques.

### Émission
- La Matinale
- La cour commune
- Le journal du 1930
- Mag OFFICE
- Houiyodonou
- Émission Spéciale
- Cultature
- L’e-Décryptage
- Dimanche C'Politique
- Le Grand Soir
- Samedi chez vous

## Diffusion
La chaîne diffuse ses émissions sur l'étendue du territoire national et à l'international. Elle émet par voie hertzienne et par satellite.
Sur le canal hertzien grâce au faisceau hertzien en bande UHF avec la fréquence 599.25 MHZ
Par Satellite, via Eutelsat 16A avec la fréquence de 11016 MHZ, Symbol Rate 2083 sous le Système DVB-S2 et une polarisation Verticale.
E-Télé est également accessible sur le bouquet Canal Horizon sur la chaîne 275. La chaîne diffuse aussi sur des plateformes de streaming et versions d'application mobile,,,.